# SC 50
La SC 50 ou SC50 (Sprengbombe Cylindrisch 50, « bombe explosive cylindrique de 50 kg ») était une famille de bombes polyvalentes utilisées utilisée par la Luftwaffe allemande durant la Seconde Guerre mondiale. Sa désignation indique son poids approximatif de 50 kg.

## Conception
La bombe SC 50 possède huit variantes, qui ont été fabriquées de plusieurs façons à partir de corps en acier étirés d’une seule pièce pour séparer les pièces d’acier soudées ensemble. Leur poids total était de 48 à 55 kg. Elles étaient remplies, à travers leur base, d’un explosif : l’Amatol, le TNT ou le Trialen 105, qui était un mélange de 15% de hexogène, de 70% de TNT et de 15% de poudre d’aluminium. La bombe SC 50 pouvait être équipée soit d’un adaptateur anti-ricochet, pour une utilisation anti-navire, soit d’une pointe de nez (Stachelbombe, en abrégé Stabo) qui faisait exploser la bombe avant qu’elle ne s’enfouisse, pour un usage antipersonnel. La bombe SC 50 pouvait être suspendue verticalement ou horizontalement dans une soute à bombes, ou montée horizontalement sur un point d’emport d’aile ou de fuselage

## Variantes
- SC 50 Bi : Corps en acier moulé d’une seule pièce qui est usiné. Tous les raccords sont soudés en place. Une seule poche de fusée transversale est située légèrement en avant de la cosse horizontale. La poche de mise à feu est fixée à la paroi opposée avec une seule soudure. La poche de fusée peut accueillir deux pastilles d’acide picrique ainsi qu’une fusée électrique de taille normale. Le nez a un filetage qui accueillera un boulon utilisé pour la suspension verticale. Une plaque de choc (semblable à un kopfring) peut être soudée au nez de la bombe pour tenter d’empêcher le ricochet lorsqu’elle est utilisée contre des cibles situées dans l’eau[2].
- SC 50 Ja : La variante Ja est fabriquée à partir d’un corps en acier étiré d’une seule pièce.
- SC 50 L : La variante L est la même que la variante Ja, à l’exception que son corps est en acier tubulaire sans soudure[2].
- SC 50 Stabo : La variante Stabo est également comme la variante Ja, excepté qu’elle a une excroissance filetée forgée au nez de la bombe, permettant d’y attacher une pointe en acier de 470 mm de long et 46 mm de diamètre, ce qui permet à la bombe d’exploser avant de s’enfouir dans le sol, généralement à hauteur d’homme[2].
- SC 50 J : La variante J a été fabriquée avec un nez et un corps d’une seule pièce, avec la base soudée au corps[2].
- SC 50 JB : La variante JB est le dernier modèle de la variante J, avec une construction identique[2].
- SC 50 JC : La variante JC était composée de deux pièces, le nez et le corps. Le nez était en acier pressé et le corps en acier étiré. Le nez et la plaque de base étaient soudés au corps de la bombe[2].
- SC 50 J/2 : La variante J/2 était similaire à la variante JC, à l’exception de la qualité de l’acier utilisé pour la fabrication. Cette variante n’a été produite qu’en quantités limitées[2].

## Bombe de Wembley en 2015
En mai 2015, une SC 50 a été mise au jour sur un chantier de construction sur Empire Way à Wembley, Londres. La bombe avait été larguée pendant le Blitz sur Londres par la Luftwaffe en 1940. Les experts en élimination des bombes du 11th Explosive Ordnance Disposal du Royal Logistic Corps ont tenté de la désamorcer, mais le désarmement a échoué. La bombe a ensuite été retirée et a explosé en toute sécurité dans un endroit tenu secret.

## Dans la culture populaire
Dans l’épisode « Something Nasty in the Vault » de la série télévisée britannique Dad's Army, une SC 50 non explosée piège le capitaine Mainwaring et le sergent Wilson dans le coffre-fort de la banque.

## Galerie

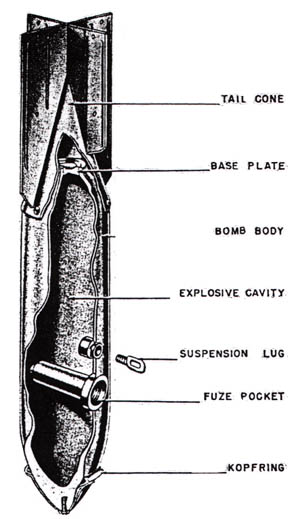
Sc 50Ja
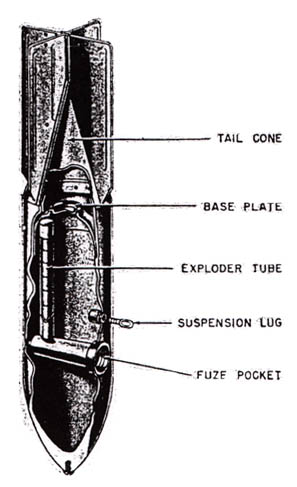
Sc 50JB
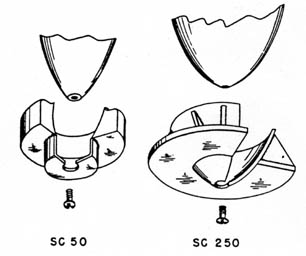
Anneaux anti-ricochet.
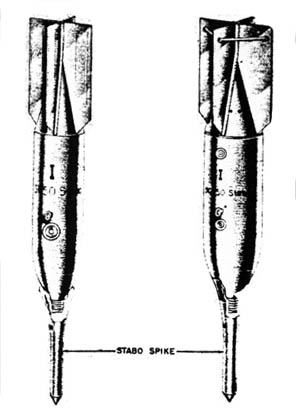
Pointes Stabo.